# Maximilian Friedrich von Gaffron und Oberstradam
Maximilian Friedrich von Gaffron und Oberstradam (geb. 15. Dezember 1727; gest. 26. April 1800 in Zobel (Landkreis Liegnitz)) war ein preußischer Landrat.

## Leben

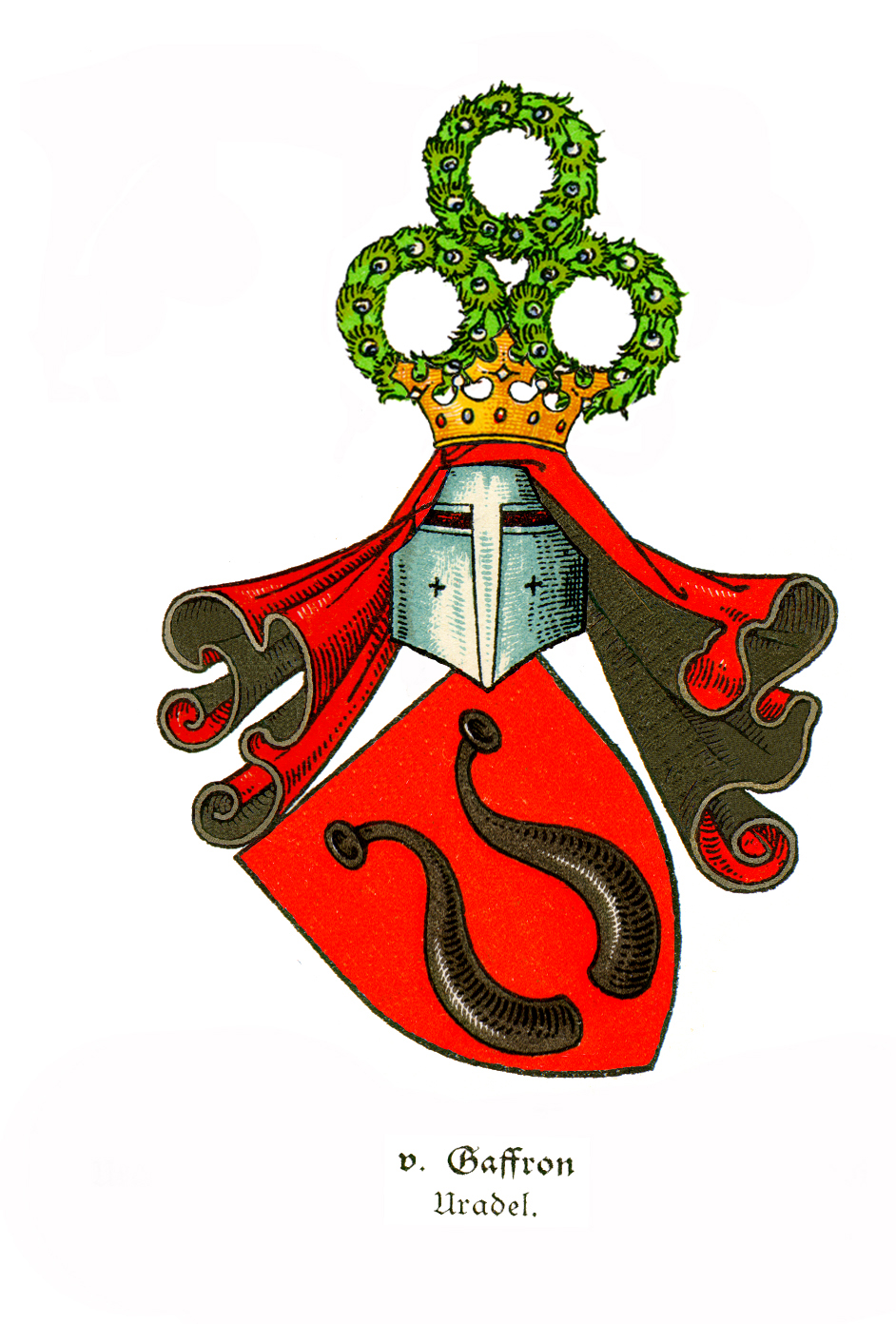
Wappen derer von Gaffron

Maximilian Friedrich von Gaffron und Oberstradam war Angehöriger des alten schlesischen Uradelsgeschlechts Gaffron und Oberstradam. Er war ein Sohn von Maximilian Ferdinand von Gaffron und Oberstradam (1682–1753), Erbherr auf Mahlen (Kreis Trebnitz), und dessen Ehefrau Barbara Elisabeth (1696–1731), geb. von Kalckreuth aus dem Hause Labschütz und Ulbersdorf (Kreis Oels). Am 26. Mai 1751 immatrikulierte er sich an der Universität Frankfurt/Oder. Später wurde er Kreis-Justizrat und fungierte als Kreisdeputierter. Nach dem Tod von Hans Sigismund von Rothkirch und Panthen im Jahr 1880 wählten ihn die Kreisstände zum neuen Landrat des Landkreises Liegnitz. Die Bestätigung mittels Ordre durch Friedrich II. erfolgte am 7. Februar 1781. Das Amt übte er bis zu dem von ihm gewünschten Abschied im Jahr 1794 aus, Nachfolger wurde Christoph Ferdinand Rudolph von Kittlitz und Ottendorf.

## Persönliches
Maximilian Friedrich von Gaffron und Oberstradam war seit dem 23. November 1757 mit Christiane Louise, geb. von Praetorius von Richthofen, verheiratet (* 24. Januar 1741 in Ruppersdorf; † 23. Juni 1799, beerdigt bei der Oberkirche St. Peter und Paul in Lignitz). Ein Sohn aus dieser Ehe war Ferdinand Wilhelm von Gaffron und Oberstradam (geb. um 1758). Maximilian Friedrich starb am 26. April 1800 als Erbherr auf Zobel im Landkreis Liegnitz.